# 小弗拉基米尔·波兹涅尔
弗拉基米尔·弗拉基米洛维奇·波兹涅尔（俄语： 1934年4月1日—）俄裔美国记者、媒体人，生于法国巴黎，在美国长大，熟练掌握法语、英语和俄语，冷战期间曾在西方电视上代表并解释苏联观点。2021年3月，波兹涅尔在媒体莫斯科迴聲广播电台上表示俄罗斯应该联合美国对抗中国。波兹涅尔的父亲老波兹涅尔在冷战时期为苏联驻美国间谍，生于圣彼得堡，后经东德移民美国，最终返回苏联。